# Марудзезия замечательная
Марудзезия замечательная (лат. Marojejya insignis) — типовой вид рода Marojejya семейства Пальмовые (Arecáceae).

## Распространение
Вид распространён только на Мадагаскаре. Находится под угрозой уничтожения среды обитания.